# Maxim Litvinov
Maxim Litvinov (em russo: Макси́м Макси́мович Литви́нов, transl. Maksím Maksímovitch Litvínov; (Białystok, 17 de julho de 1876 – Moscou, 31 de dezembro de 1951) foi um político e diplomata russo, que ocupou diversos cargos no alto escalão da União Soviética.

## Vida
Foi um revolucionário russo e político soviético proeminente.
Um forte defensor de acordos diplomáticos conducentes ao desarmamento, Litvinov foi influente em tornar a União Soviética parte do Pacto Kellogg-Briand de 1928 e foi o principal responsável em 1929 pela adoção do chamado Protocolo de Litvinov, um acordo multilateral que reunia Kellogg- Briand entrou em vigor entre a União Soviética e vários Estados vizinhos. Em 1930, Litvinov foi nomeado comissário do povo para as Relações Exteriores, a mais alta posição diplomática do estado soviético.
Durante a década subsequente, Litvinov emergiu como uma voz principal da política oficial soviética de segurança coletiva com as potências ocidentais contra a Alemanha nazista.